# The Beverly Hillbillies
The Beverly Hillbillies – amerykański sitcom wyprodukowany przez CBS i emitowany w latach 1962-1971. Serial liczył 9 sezonów i 274 odcinki. Odcinki emitowane w latach 1962-1965 były czarno-białe, natomiast późniejsze kolorowe.

## Fabuła
Akcja serialu koncentruje się wokół ubogiej rodziny drwali, którzy nagle stali się bogaci, kiedy na ich gruncie odkryto złoża ropy naftowej. Po tym wydarzeniu rodzina przenosi się do Beverly Hills w Kalifornii, gdzie przeżywa wiele zabawnych perypetii.

## Nagrody
The Beverly Hillbillies był jednym z najpopularniejszych seriali w historii amerykańskiej telewizji. Był 7-krotnie nominowany do Nagrody Emmy (1963-1967) i 1 raz do nagrody Złoty Glob (1964).

## Obsada
- Irene Ryan – Daisy May „Granny” Moses (wszystkie 274 odcinki)[1]
- Donna Douglas – Elly May Clampett (274)
- Max Baer Jr. – Jethro (274)
- Raymond Bailey – Milburn Drysdale (247)
- Nancy Kulp – Jane Hathaway (246)
- Bea Benaderet – Pearl Bodine (23)
- Harriet E. MacGibbon – p. Margaret Drysdale (55)
- Buddy Ebsen – Jed Clampett (274)
- Judy (szympans) – kuzynka Bessie (41)
- Shug Fisher – Shorty Kellems (17)
- Danielle Mardi – Helen Thompson (17)
- Linda Henning – Jethrine Bodine (16)
- Sharon Tate – Janet Trego (15)
- Frank Wilcox – John Brewster (14)
- Elvia Allman – Elverna Bradshaw (13)
- Roger Torrey – Mark Templeton (12)
- Larry Pennell – Dash Riprock (10)
- Frank Cady – Sam Drucker (10)
- Judith Jordan – Patricia Switzer (9)
- Bill Baldwin – spiker (7)
- Bruno The Bear – Fairchild (9)
- Arthur Gould-Porter – Ravenswood (8)
- Mike Minor – Steve Elliott (8)
- Milton Frome – Lawrence Chapman (8)
- Ray Kellogg – oficer policji (8)
- Lester Flatt jako on sam (7)
- Earl Scruggs jako on sam (7)
- Charles Lane – Foster Phinney (7)